# Стефани Марч
Стефани Марч (енгл. Stephanie March; Далас, 23. јул 1974) је америчка филмска и телевизијска глумица. Најпознатија је по улози Александре Кабот у серији Ред и закон: Одељење за специјалне жртве.